# Gudrun Brüne

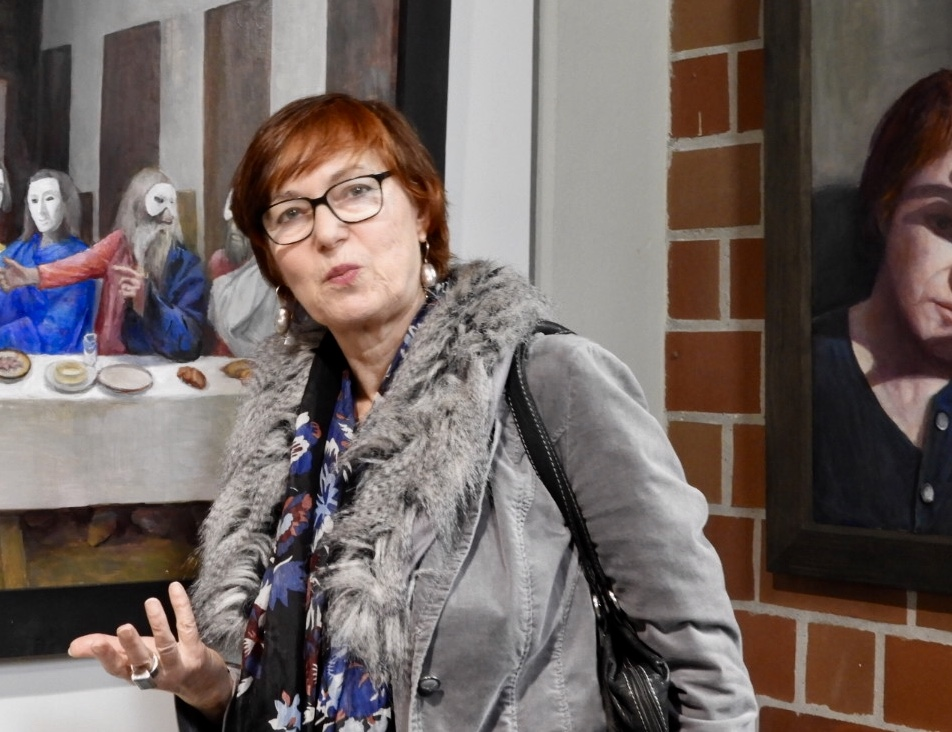
Gudrun Brüne in der art Kapella Schkeuditz (2019)

Gudrun Brüne (* 15. März 1941 in Berlin; † 25. Januar 2025) war eine deutsche Malerin und Hochschullehrerin.

## Leben
Nach einer Buchbinderlehre in Pößneck arbeitete Brüne zunächst in der Wertpapierdruckerei in Leipzig und besuchte nebenbei die Abendakademie der Hochschule für Grafik und Buchkunst Leipzig. Ab 1961 studierte sie an der Hochschule bei Heinz Wagner und Bernhard Heisig, den sie 1991 heiratete.
Von 1966 bis 1977 arbeitete sie freischaffend und war zeitweise Mitarbeiterin im Atelier ihres späteren Mannes. 1973 zeigte sie ihre erste Einzelausstellung. Von 1974 bis 1982 war sie Mitglied der Sektionsleitung Maler/Grafiker des Verbandes Bildender Künstler der DDR. Ab 1977 arbeitete sie als Assistentin, von 1979 bis 1999 hatte sie einen Lehrauftrag an der Kunsthochschule Burg Giebichenstein inne. In den Jahren 1980 bis 1986 unternahm sie zahlreiche Reisen. 1987 wurde sie mit dem Kunstpreis der DDR ausgezeichnet. Brüne stellte 1988 auf der Biennale in Venedig und 1999 auf der Art Cologne aus.
1999 zog sie mit ihrem Mann nach Strodehne im Havelland.

## Auszeichnungen
- 1974: Kunstpreis des FDGB
- 1981: Verdienstmedaille der DDR
- 1987: Kunstpreis der DDR[3]

## Öffentliche Museen und Sammlungen mit Werken Gudrun Brünes (unvollständig)
- Galerie Neue Meister, Dresden[4]
- Sächsischer Kunstfonds[4]
- Neue Nationalgalerie Berlin[5]
- Kunstsammlung des Bundestages, Berlin[6]
- Puschkin-Museum Moskau
- Museum der bildenden Künste Leipzig
- Kunsthalle der Sparkasse Leipzig[7]
- Orangerie Gera
- Staatliches Museum Schwerin
- Museum Meiningen Schloss Elisabethenburg
- Ludwig Galerie Schloss Oberhausen
- Lindenau-Museum, Altenburg/Thür.
- Kulturhistorisches Museum Magdeburg

## Ausstellungen (unvollständig)

### Einzelausstellungen
- 1973: Kunst der Zeit, Leipzig
- 1974/1975: Museum der bildenden Künste, Leipzig
- 1978: Museum der bildenden Künste, Leipzig
- 1982: Wort und Werk, Leipzig
- 1984: Torgalerie, Neubrandenburg
- 1985: Kunstmuseum, Gera
- 1988: Ausstellungszentrum am Fernsehturm Berlin, Berlin
- 1989: Robert-Schumann-Haus, Zwickau
- 1989: Stadtmuseum, Weimar
- 1990: Galerie Rose, Hamburg
- 1990: Galerie Toennissen, Köln
- 1991: Galerie am Strausberger Platz, Berlin
- 1992: Kunstverein und Museum Spendhaus, Reutlingen
- 1993: Städtisches Museum, Albstadt
- 1995: Kunsthalle, Stiftung Henri Nannen, Emden
- 1995: Galerie Rose, Hamburg
- 1995: Worthington Gallery, Chicago
- 1996: Galerie Berlin, Berlin
- 1997: Galerie Zehntscheune, Bad Homburg
- 1998: Rathaus Wörthsee, Wörthsee/Starnberg
- 1998: Museum, Neuruppin
- 1999: Galerie Blüthner, Leipzig
- 2000: Museum Schloss Bernburg
- 2010: Galerie Koenitz, Leipzig
- 2012: Galerie Hotel Leipziger Hof
- 2013: Kunstforum Halle (Saale)
- 2013: Galerie Kunstkontor Potsdam
- 2019: art Kapella Schkeuditz mit Marco Flierl
- 2021: Museumshaus IM GÜLDENEN ARM, Potsdam[8]
- 2024: CSR.ART, Berlin, Friedrichstraße 69 (mit Heisig)
- 2024: ARTAe Galerie & Kunstvermittlung, Leipzig[9]

### Ausstellungsbeteiligungen
Ab 1969 war sie an allen Bezirkskunstausstellungen des Verbandes Bildender Künstler Leipzig und an allen DDR-Kunstausstellungen in Dresden sowie an größeren Ausstellungen in Berlin (Ost und West) beteiligt. Hinzu kamen Beteiligungen an Ausstellungen im Ausland z. B. in Moskau, Kiew, Warschau, Budapest, Bukarest, Helsinki, Stockholm, Prag, Paris, London, Oxford, Cambridge und an den Kunstmessen in Poznań.